# 五计
五计是南宋官吏朱新仲提出的人生中的五个阶段。朱新仲认为人生如果以七十岁为标准。那么当分为五个阶段所谓“五计”。

## 五计
- 生计
- 身计
- 家计
- 老计
- 死计

生计是指十岁孩童尚且在父母膝下承欢，任何事情都需要父母的照料，才能长大成人。身计是说二十岁时已是成人，二十岁时已是成人，筋骨强健，志向高远，求名问利。似千里驹虽然屈伏槽枥，但是想着有朝一日大展宏图驰骋万里。家计是说三十到四十岁之间，日夜苦思，欲求高官厚禄，财源旺盛，门第高大，子孙兴旺。老计则是人到了五十岁时，身心疲惫，俯仰人世间，聪明才智已然殆尽，生命像白驹过隙已过去的日子不复返。这时应该收起名利欲，像蚕一样吐茧建个安乐窝。死计是六十岁后，人生已过花甲。生命已如夕阳西下，朽木将要入土。这时应该静心修养，使生活安宁，死而无憾。
朱新仲每次把自己的理论讲给他人听的时候，得到的反馈总是听到身计便喜笑颜开，说家计时听者欣喜若狂，老计时听者总是不语，再说到死计，听者则会哈哈大笑并嘲笑朱新仲他的五计非常笨拙。甚至朱新仲自己也对自己的理论产生了怀疑。但是南宋洪迈却认为这五计非常有道理，并且记了下来写入所著的《容斋随笔》中。